# Musculus sternocleidomastoideus
Der Musculus sternocleidomastoideus (latinisierte Form des altgriechischen: Muskel zwischen Brustbein, Schlüsselbein und der Schädelbasis) ist ein Skelettmuskel der oberflächlichen Schicht der bauchwärts (ventral) gelegenen Halsmuskulatur.
Nach Entwicklung und Innervation gehört der Sternocleidomastoideus zur Muskelgruppe des Trapezius.

## Terminologie
Der Sternocleidomastoideus wird konventionell nach seinen beiden Ursprungsstellen (Sternum und Clavicula) und seinen Ansätzen am Processus mastoideus und dem Occiput benannt. Korrekter wäre laut Kapandji die Bezeichnung „M. sterno-cleido-occipito-mastoideus“.
Im Deutschen wird vom „großen Kopfwender“ oder vom „Kopfnicker“ gesprochen, wobei „Kopfhalter“ korrekter wäre.

## Embryologie (Entwicklungsgeschichte)
Der Nervus accessorius war ursprünglich die hinterste Komponente des Nervus vagus. Folglich kann der Musculus sternocleidomastoideus zu den Vagusmuskeln bzw. zu den Muskeln des Kiemenbogens gezählt werden. Hierzu gehört auch der Musculus trapezius, „wie beim menschlichen Embryo zu sehen ist, wie aber auch aus gelegentlichen Verlagerungen von Hautnerven, die das Muskelblastem durchbohren, zeitlebens erhellt“. Ein weiterer Beleg dafür, dass der M. trapezius und der M. sternocleidomastoideus ursprünglich reine Kopfmuskeln und nur sekundäre Rumpfmuskeln sind, wird auch in dem Umstand gesehen, dass gelegentlich der Nervus occipitalis minor einen Umweg durch die vordere Randpartie des M. trapezius absolviert.

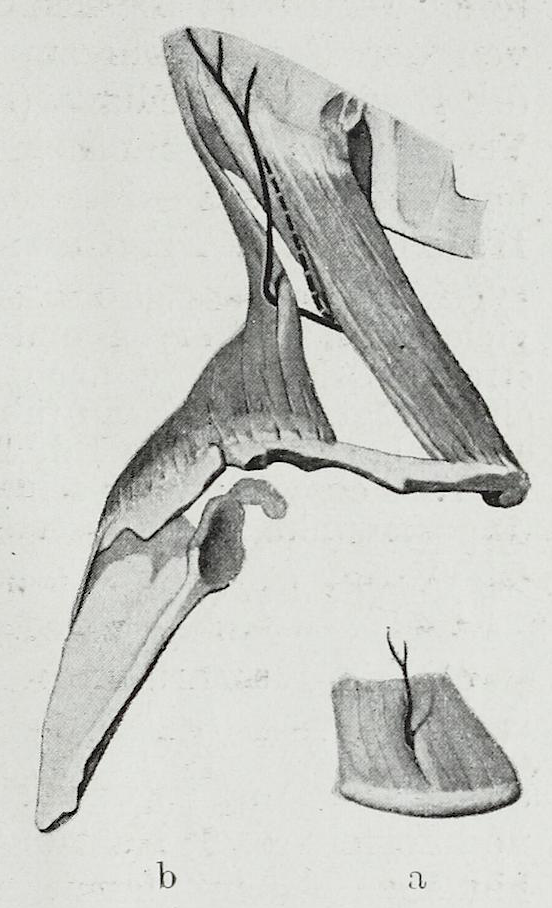
Entwicklung des M. sternocleidomastoideus.

## Deskriptive Anatomie
Der Sternocleidomastoideus ist der für den Menschen charakteristische Halsmuskel, der in kontrahiertem Zustand die Seitenfläche des Halses diagonal kreuzend, als deutlicher Strang zu sehen ist. Dadurch, dass der Muskel an seinem Ursprung frontal, an seinem Ansatz dagegen annähernd sagittal gestellt ist, zieht er in einer halben Schraubenwindung – schief nach vorne, abwärts und innen – um die Seitenfläche des Halses.
Der Sternocleidomastoideus liegt in einem eigenen Faszienschlauch (Muskelloge), ähnlich dem Musculus sartorius am Bein und dem Musculus pronator teres am Arm.
Am Sternum liegen beide Musculi sternocleidomastoidei dicht beieinander, am Kopf liegen beide weit voneinander entfernt. Somit bilden beide Muskeln eine V-förmige Form.
Die Muskelfaszie wird von der Lamina superficialis der Fascia colli gebildet und ist zum einen mit der derben Fascia nuchae und zum anderen mit der Kapsel der Parotis verbunden, sodass der Muskel „am Lebenden vom Unterkiefer zu kommen scheint“.

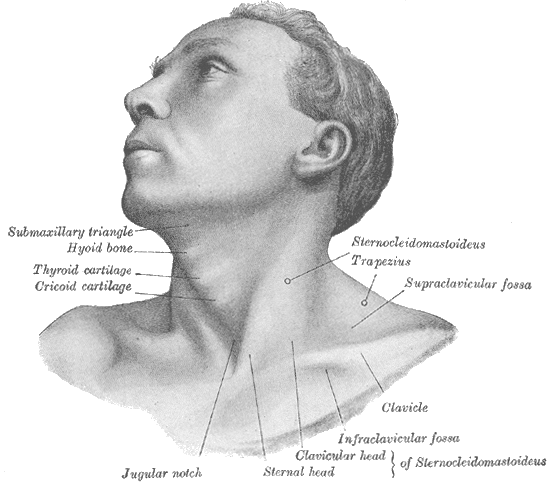
Oberflächenanatomie des M. sternocleidomastoideus (bei einem an einem Torticollis Erkrankten)
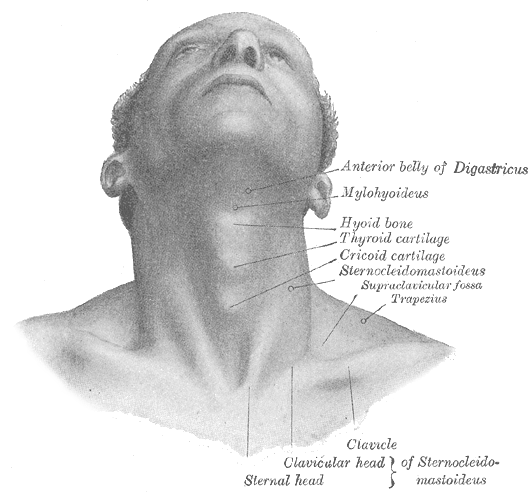
Die Mm. sternocleiodmastoideii konvergieren zum Schlüsselbein/Brustbein.

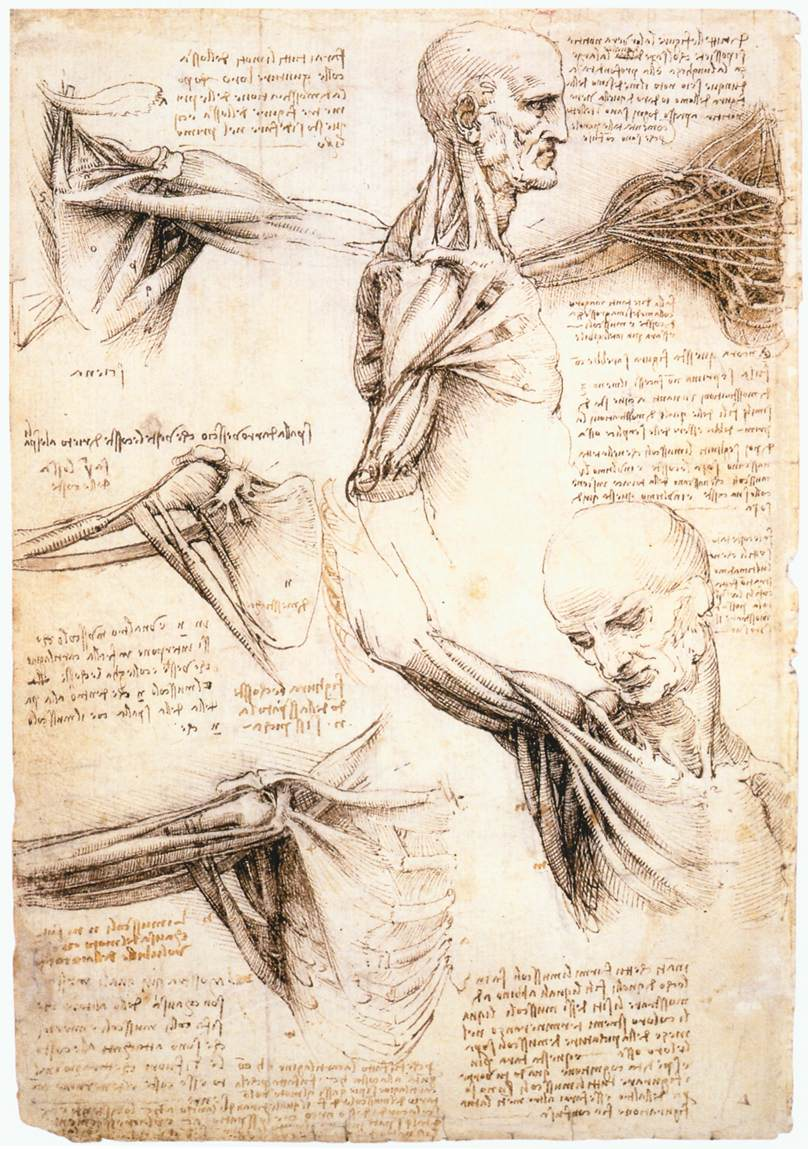
Bereits Leonardo da Vinci hat den M. sternocleidomastoideus korrekt dargestellt.

Der Muskel ist aus zwei übereinander gelegten Schichten/Köpfen zusammengesetzt: einen seitlichen (Caput laterale = Pars clavicularis) und einen zur Körpermitte hin gelegenen Kopf (Caput mediale = Pars sternalis). Die Pars clavicularis wird proximal von der medialen Partie überdeckt, kommt etwa auf halber Höhe als breites Band seitlich hervor und setzt distal mit einer kurzen Sehne am Schlüsselbein an. Die oberflächlich gelegene Pars sternalis geht kurz vor ihrem Ansatz am oberen Rand des Brustbeins (medial vom Schlüsselbeingelenk) in eine kurze rundliche Sehne über. Laut der Auffassung von Kapandji sind insgesamt vier Muskelbäuche zu unterscheiden, welche jedoch „in vivo weitgehend miteinander verwoben sind“ (siehe Ursprung und Ansatz).
Durch seine oberflächliche Lage tritt der Muskel bei vielfältigen Bewegungen und Haltungen hervor. Bereits Leonardo da Vinci hat die Struktur und Funktion des Sternocleidomastoideus detailliert wiedergegeben.

### Ursprung
Der Ursprung des seitlichen Kopfes (des zweiköpfigen Muskels) liegt an der Oberkante und Vorderfläche des zur Körpermitte gelegenen Drittels des Schlüsselbeines (Clavicula). Von dort laufen seine fleischigen und sehnenplattenartigen (aponeurotischen) Fasern fast vertikal nach oben.

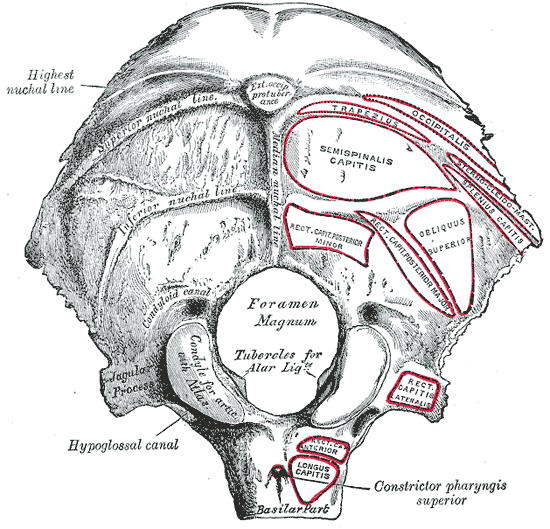
Ursprung M. sternocleidomastoideus

Der zur Körpermitte hin gelegene Muskelkopf entspringt an der Vorderfläche des so genannten Handgriffes (Manubrium sterni) des Brustbeines (Sternum). Von dort laufen seine Fasern nach kopfwärts (kranial), seitlich (lateral) und rückenwärts (dorsal).
Die Ursprünge beider Muskelköpfe sind durch einen dreieckigen Spalt voneinander getrennt (Fossa supraclavicularis minor). Im weiteren Verlauf vereinigen sie sich etwa in der Mitte des Halses zu einem dicken, rundlichen Muskelbauch.

### Ansatz
Der Ansatz des großen Kopfwenders liegt zum größten Teil an der Außenseite des – beim Menschen prominent ausgebildeten – Warzenfortsatz (Processus mastoideus) des Schläfenbeines (Os temporale). Über eine dünne Sehnenplatte setzt er weiterhin an der seitlichen Hälfte der oberen Nackenlinie (Linea nuchae superior) des Hinterhauptbeines (Os occipitale) an.

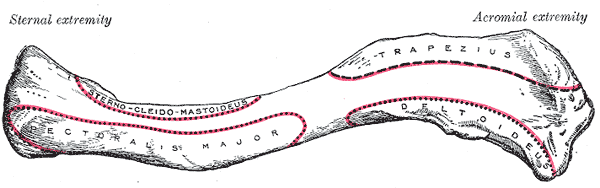
Ansatz der Pars clavicularis des M. sternocleidomastoideus

Im Ansatzbereich strahlt inkonstant der M. transversus nuchae in den Muskel hinein.

## Topographische Anatomie
Der Muskel ist am gestreckten Hals durch die Haut sichtbar, da er alle unter ihm liegenden Halsmuskeln umgurtet. Er wird vom Platysma überlagert und kreuzt sich mit folgenden, unter ihm verlaufenden, Muskeln, wie u. a.: Splenius capitis, Digastricus, Levator scapulae, Scaleni und Omohyoideus. In der Tiefe liegt u. a. der M. longus colli.
Das über dem M. sternocleidomastoideus liegende Halsgebiet wird als Regio sternocleidomastoidea bezeichnet und trennt seitliche und vordere Halsgegend.

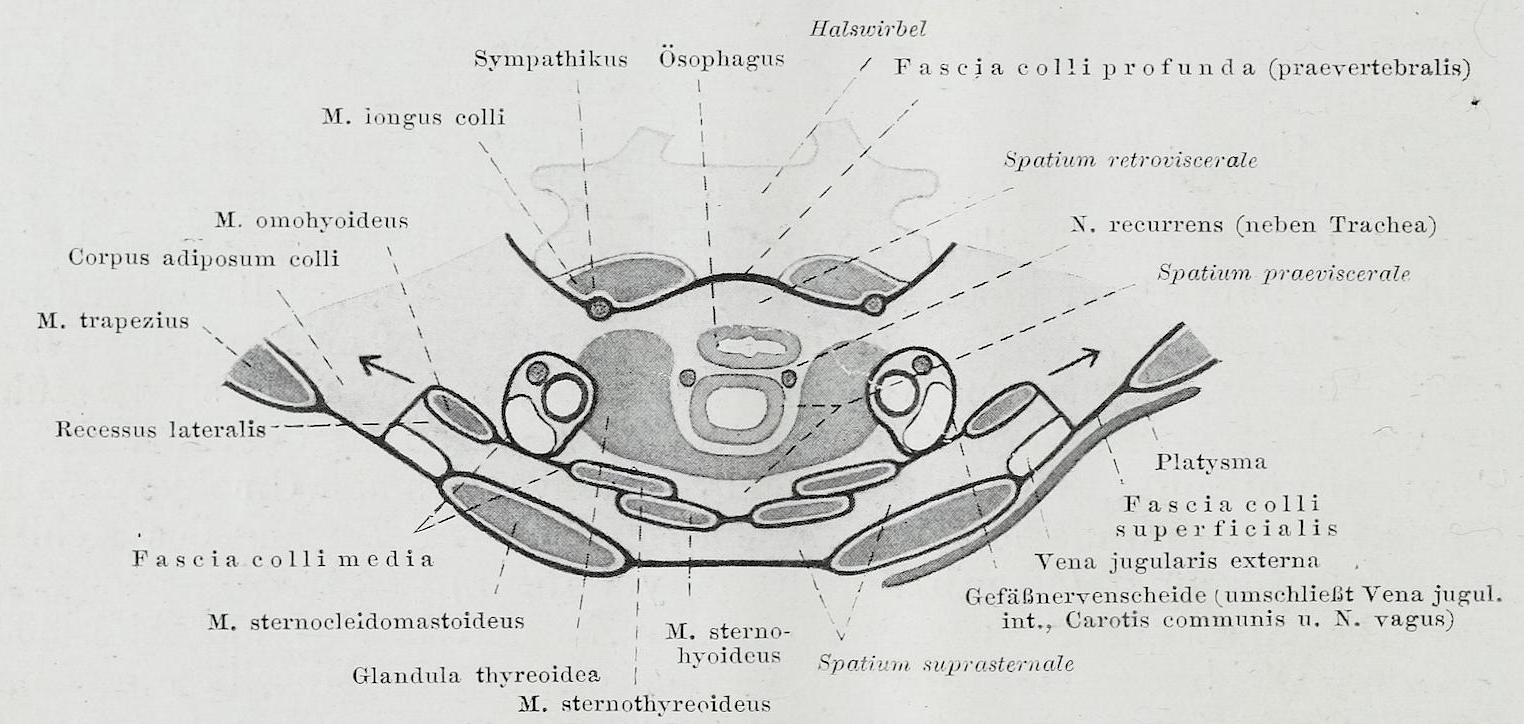
Topographie schematisch.

Der Muskel bedeckt und schützt den Plexus cervicalis und die großen Gefäße des Halses.
Am Übergang vom oberen zum mittleren Drittel des Muskels liegt der Eintritt (Hilus), wo der N. accessorius durch den Sternocleidomastoideus hindurchtritt und dann weiter zum M. trapezius zieht.
Auf der Hälfte seiner Länge ist am Vorderrand die A. carotis gelegen (dort, wo man den Puls tasten kann!). Auf der Hälfte seiner Länge ist am Hinterrand das Punctum nervosum (Erbscher Punkt) zu finden. Von dort aus zweigen sich sternförmig die sensiblen Äste des Plexus cervicalis ab: N. occipitalis minor, N. auricularis magnus, N. transversum colli und Nn. supraclaviculares.
Zudem überlagert der Muskel die seitlichen Abschnitte der Schilddrüsenlappen.

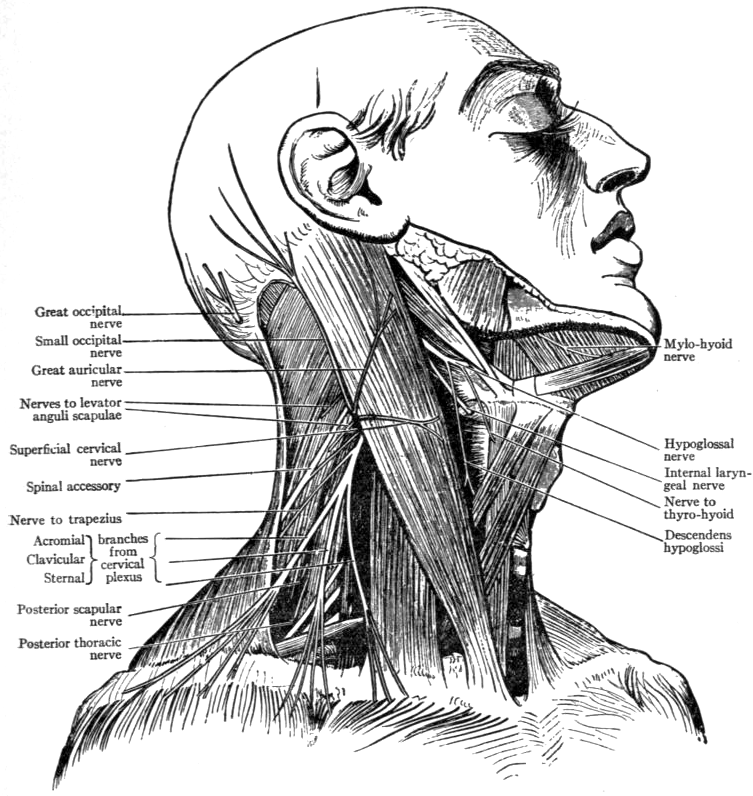
Topographische Anatomie des M. sternocleidomastoideus. Beachte den faserhaften Ansatz der Pars sternalis („Sehnenzwickel“).

## Versorgung
Die Innervation erfolgt durch den Nervus accessorius und Rr. ant. des Plexus cervicalis aus den Segmenten (C1) C2 - 4.
Die Blutversorgung erfolgt über den Ramus sternocleidomastoideus.

## Funktionelle Anatomie
Die statische Aufgabe des Sternocleidomastoideus ist es, den Kopf zu halten bzw. „zusammen mit den Nackenmuskeln den Kopf in seinem labilen Gleichgewicht auf der lordotischen Halswirbelsäule ausbalanciert und am Vornüberfallen hindert“. Zudem spielt er zusammen mit den prävertebralen Halsmuskeln, v. a. dem M. longus colli.
Darüber hinaus bewirkt bei einseitiger Kontraktion eine seitliche Neigung (Lateralflexion) des Kopfes in Richtung der Schulter zur gleichen Seite. Gleichzeitig findet – v. a. durch die Wirkung der Pars clavicularis – eine Drehung (Rotation) zur Gegenseite statt. Folglich dreht der rechte M. sternocleidomastoideus den Kopf nach links und neigt den Kopf etwas rechts („Kopfnicker“). Zudem wird eine leichte Streckung (Extension beziehungsweise Reklination) nach hinten durchgeführt; diese – in der Sagittalebene (d. h. bei Streckung und Beugung des Kopfes) – Wirkung fällt in Neutral-Null-Stellung aber nur gering aus.
In Bezug auf die Halswirbelsäule führt der Muskel in Neutral-Null-Stellung eine Extension in der oberen Halswirbelsäule und eine Flexion in der unteren Halswirbelsäule durch. Bei reklinierter Halswirbelsäule-Stellung verstärkt sich die extendierende Wirkung, wobei die vordersten Muskelanteile auch dann noch eine Flexion durchführen. Andersherum findet bei flektierter Halswirbelsäule-Stellung vor allem eine flektierende Wirkung statt, wobei die hintersten Muskelfasern auch dann noch eine Extension in der oberen Halswirbelsäule durchführen.
Ist der Kopf und die Halswirbelsäule durch andere Muskeln festgestellt, der Sternocleidomastoideus – ähnlich wie der M. scalenus anterior, der M. scalenus medius und der M. scalenus posterior – den Schultergürtel durch seine Wirkung auf das Brustbein und das Schlüsselbein hochziehen. Hiermit wirkt er agonistisch mit dem Schulterblattheber (M. levator scapulae) und dem oberen Anteil des M. trapezius. Auf diese Weise kann er als Atemhilfsmuskel bei der Inspiration gebraucht werden.  Andersherum kann er auch einer Senkung des Brustbeins und der Rippen (etwa durch den Zug der Bauchmuskeln) entgegenwirken.
Bei beidseitiger Kontraktion wird der Kopf nach dorsal gekippt und somit das Gesicht angehoben. Die Halswirbelsäule wird in eine Hyperlordose gebracht und der gesamte Mensch in eine Rückneige gebracht. Ist die Flexion der Halswirbelsäule hierbei fixiert, so findet eine Kombinationsbewegung aus Flexion der unteren Halswirbelsäule und Extension der oberen Halswirbelsäule statt: gewissermaßen wird der Kopf nach vorne verschoben. In Ruhe wirken die Mm. sternocleidomastoidei durch ihren Tonus dem nach hinten gerichteten Zug der kleinen Nackenmuskeln entgegen.
Auf dem Rücken liegend hebt der Muskel den Kopf bis auf das Niveau des Sternums an. Die vielfältigen Wirkungen des Muskels werden z. B. auch beim Anheben der Arme deutlich: Werden diese gestreckt hinter den Kopf geführt, so wird durch seine Anspannung das Gleichgewicht bewahrt. Dies kann durch ein Anheben des Brustkorbes sowie durch die antagonistische Wirkung zum M. trapezius erklärt werden.
Der Sternocleidomastoideus ist Teil der Muskelkette bzw. Muskelschlinge, die vom M. auricularis posterior beginnt und über den M. sternalis, M. rectus abdominis, M. gracilis bis zum „Steigbügel“ am Fuß verläuft.
Seine alltägliche Wirkung für das „Muskelspiel“ des Menschen ist besonders beim Balancieren und Tragen von Lasten auf dem Kopf, wo alle Halsmuskeln gleichsam angespannt werden, zu studieren.

## Klinische Anatomie
Bei einer einseitigen Kontraktur des Muskels entsteht das charakteristische Bild des Schiefhals bzw. Caput obstipum: Der Blick ist nach oben und in die entgegengesetzte Richtung des kontrahierten Muskels geneigt.
Bei einer Parese des N. accessorius dreht sich der Kopf aufgrund des Tonus des intakten Muskels zur gelähmten Seite hin. Die Rotation zur gesunden Seite ist reduziert, jedoch durch die anderen Nackenmuskeln möglich.
Aufgrund seiner oberflächlichen Lage dient der Muskel beispielsweise zur Orientierung bei der sonographischen Untersuchung der A. carotis oder bei der Durchführung von Infiltrationen an den Nervenwurzeln (PRT).
Bei Operationen an der Halswirbelsäule (Dekompression von anterior) wird der Muskel durch entsprechende Haken zur Seite gehalten.

## Varietäten
Gelegentlich verbreitert sich der Bereich, mit dem der Muskel am Schlüsselbein festgewachsen ist. Dann verbreitert sich meist auch der Trapezmuskel, der an der Armseite des Knochens ansetzt; manchmal wachsen sie sogar zusammen. Die markante Grube vorne auf der Schulter (zwischen hinterer Rückenlinie und Schlüsselbein) wird dann deutlich kleiner oder verschwindet sogar ganz.